# Fekete Margit (kosárlabdázó)
Fekete Margit, Fischer Györgyné (Budapest, 1929 – London, 2019. június 25.) kétszeres Európa-bajnoki ezüstérmes magyar kosárlabdázó. Testvére Fekete Ilona, atléta, kosárlabdázó, kézilabdázó.

## Pályafutása
1947 és 1950 között a KASE, 1951-ben a Bp. Petőfi, 1952–53-ban a Petőfi SK, 1953–54-ben a Petőfi Tervhivatal, 1954 és 1956 között a VTSK kosárlabdázója volt. Összesen öt bajnoki címet és két kupagyőzelmet szerzett csapataival. 
1950 és 1956 között 38 alkalommal szerepelt a válogatottban. Tagja volt az 1950-es, az 1956-os ezüst-, és az 1952-es Európa-bajnoki bronzérmes csapatnak.
Az 1956-os forradalom leverése után Londonban telepedett le.

## Sikerei, díjai
Magyarország
- Európa-bajnokság
  - ezüstérmes (2): 1950, 1956
  - bronzérmes.: 1952

 KASE, Bp. Petőfi, Petőfi SK
- Magyar bajnokság
  - bajnok (5): 1948–49, 1949–50, 1950, 1951, 1952
- Magyar kupa
  - győztes: 1951, 1952